# فرنسيس إي. كيلي
فرنسيس إي. كيلي (بالإنجليزية: Francis E. Kelly)‏ هو محامي وسياسي أمريكي، ولد في 26 مارس 1903 في بوسطن في الولايات المتحدة، وتوفي في 1982. حزبياً، نشط في الحزب الديمقراطي. وقد انتخب نائب حاكم ماساتشوستس ‏ (7 يناير 1937 – 5 يناير 1939).